# Iglesia de San Fermín de Amiens
La iglesia de San Fermín Mártir es una iglesia ubicada en Amiens, en el departamento de Somme, en el suburbio de Hem, un antiguo distrito obrero en el oeste de la ciudad, cerca del actual zoológico de Amiens.

## Historia
La iglesia de San Fermín es la última de las cuatro iglesias neoclásicas construidas en Amiens en el segundo cuarto del siglo XIX, basado en planos de François-Auguste Cheussey. Se colocó bajo la advocación de San Fermín, primer obispo de Amiens según la tradición católica.
Fue el obispo de Amiens quien inició la construcción de esta iglesia desde 1841 hasta 1843; lo donó en 1844 a la ciudad de Amiens. En 1846 se construyeron una escuela para niñas y un presbiterio. En 1859, se perforaron dos puertas laterales a cada lado del portal central de la fachada. En 1883 se realizaron reparaciones en los tejados y bóvedas, se consolidaron las cerchas de la nave y los arcos de las puertas de entrada. De 1919 a 1927, el arquitecto Vivien dirigió la restauración de la iglesia. La base de los muros se consolidó mediante un encadenamiento.
Desde 2011 se está estudiando un proyecto para transformar el edificio en un vivero anexo al zoológico de Amiens.

## Características
La iglesia de estilo neoclásico fue construida en ladrillo y revestida con pizarra. El edificio consta de una nave alargada con dos pasillos y un ábside semicircular. El entablamento del pórtico descansa sobre dos columnas con capiteles corintios rematados por un frontón triangular con volutas y una cruz. Dos pilastras con capiteles corintios enmarcan los ángulos del edificio principal. Soportan un entablamento y un frontón triangular. Un campanario rectangular corona el portal central.
La nave se cubre con una falsa bóveda de cañón, está iluminada indirectamente por los ventanales de las naves de las que está separada por arcos de arco.
Los muros interiores de la iglesia están decorados con molduras de estuco.